# Steinplatte
Steinplatte – szczyt w Alpach Chiemgawskich, części Alp Bawarskich. Leży w Austrii, na granicy między (Salzburgiem), a Tyrolem.